# کانتالوپو دی بیواگنا
کانتالوپو دی بیواگنا (به ایتالیایی: Cantalupo) یک منطقهٔ مسکونی در ایتالیا است که در بواگنا واقع شده‌است. کانتالوپو دی بیواگنا ۳۳۲ نفر جمعیت دارد و ۲۰۴ متر بالاتر از سطح دریا واقع شده‌است.